# 厲王陵
厲王陵中国周厉王陵墓，位于河南省洛阳市孟津区平乐乡朱仓村东0.5公里。墓为圆丘形，上有两层内收平台。高8米，周长120米。其内涵待考。